# Pascal Witprächtiger
Pascal Witprächtiger (* 1975) ist ein Schweizer Elektroingenieur, Manager und Ballonpilot.

## Leben
Er absolvierte die Ausbildung zum Elektrotechniker an der Zürcher Fachhochschule und eine Weiterbildung Executive MBA an der Universität St. Gallen. Er arbeitete auf den Gebieten des Sondermaschinenbaus, der Digitalisierung und der Automatisierung in verschiedenen Schweizer Unternehmen der Maschinenindustrie, so bei der Firma Sigpack Verpackungstechnik und der Bosch Packaging Systems AG in Beringen. Seit 2021 ist er CEO der Zellwag Pharmtech AG in Frauenfeld.
1994 erwarb er die Lizenz als Ballonpilot, und seither unternahm er mit Heissluft- und Gasballonen Fahrten mit Passagieren, für Werbezwecke und im Rahmen sportlicher Wettkämpfe. Er ist Mitglied der 2003 gegründeten Ostschweizer „Ballonsportgruppe Mostindien“, Präsident des Ballonsport-Clubs Stein am Rhein und Vorstandsmitglied des Schweizerischen Ballonverbands.
An internationalen Ballonfahrt-Wettkämpfen hat er zusammen mit je einem weiteren Pilot erfolgreich teilgenommen. In den Jahren 2010, 2015, 2016 und 2021 gewannen Kurt Frieden und Pascal Witprächtiger den Gordon-Bennett-Cup. Dieser Wettkampf, bekannt als Langdistanzweltmeisterschaft für Gasballone, ist die älteste internationale Ballonsportveranstaltung für solche Luftfahrzeuge und wird von der Fédération Aéronautique Internationale veranstaltet. Bei der Austragung 2017 mit Start in Epagny FR im Kanton Freiburg fuhr das Team Frieden und Witprächtiger auf Platz 2, so wie auch 2019, als Laurent Sciboz und Nicolas Tièche aus Freiburg das Rennen für sich entschieden. Kurt Frieden und Pascal Witprächtiger nahmen mit dem Ballon „MMTechnics“ (HB-QKF) auch am Gordon Bennett-Wettkampf 2022 teil, welches am 2. September 2022 auf einem Startplatz in St. Gallen begann, und erreichten mit der Landung in Bulgarien im Klassement den zweiten Platz hinter dem Siegerteam mit den Piloten Wilhelm Eimers und Benjamin Eimers aus Deutschland.
Auszeichnungen:
Im Jahr 2017 erhielt das Ballonteam Frieden und Witprächtiger das "The Montgolfier Ballooning Diploma" verliehen für die erste Landung eines Gasballons in Griechenland.
Im Jahr 2022 erhielt das Ballonteam Frieden und Witprächtiger den Thurgauer Sportpreis.